# Kloster Elsey

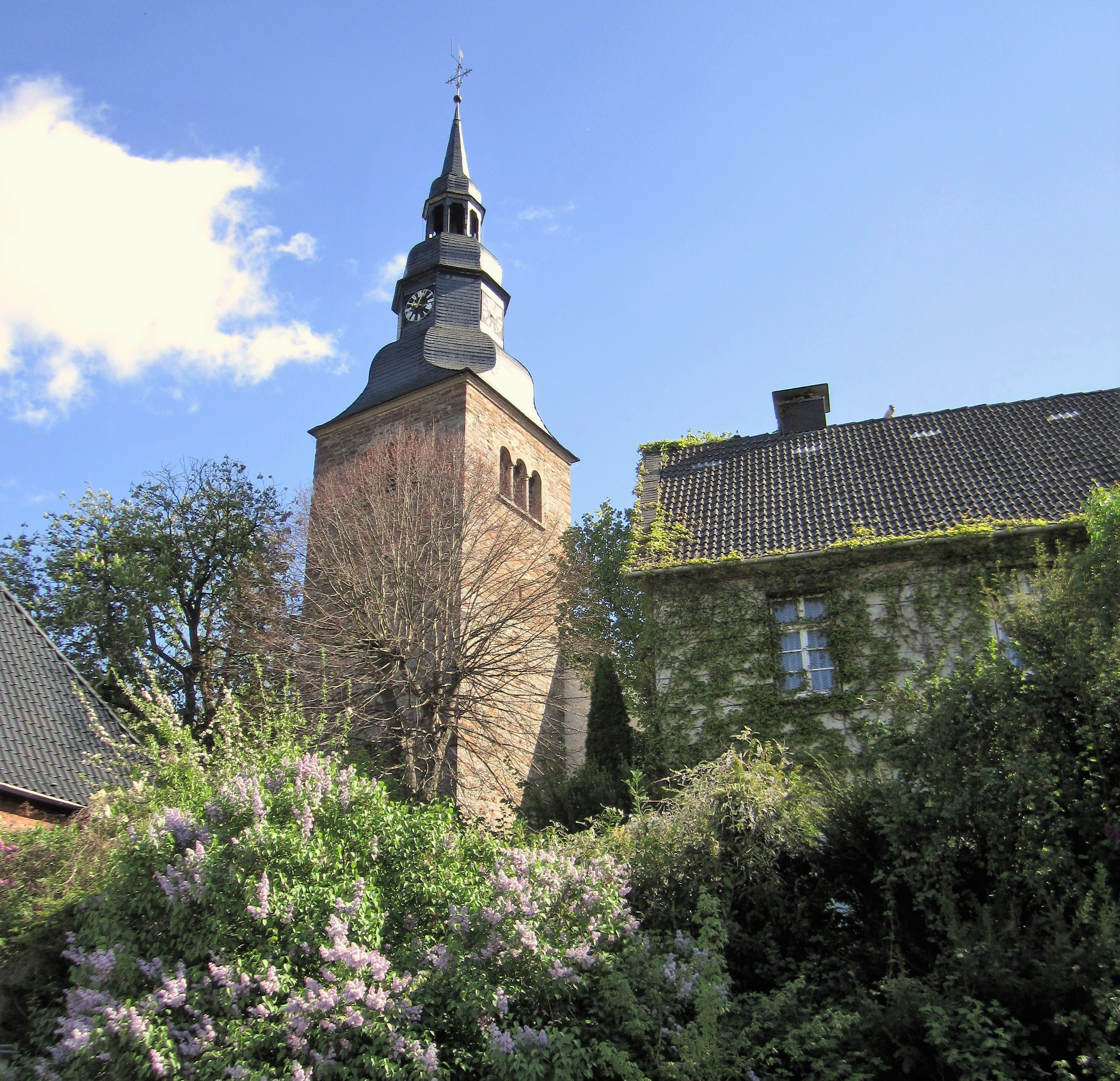
Historischer Stiftsbereich Elsey

Das ehemalige Kloster Elsey lag in Elsey, heute Hagen-Hohenlimburg.

## Geschichte

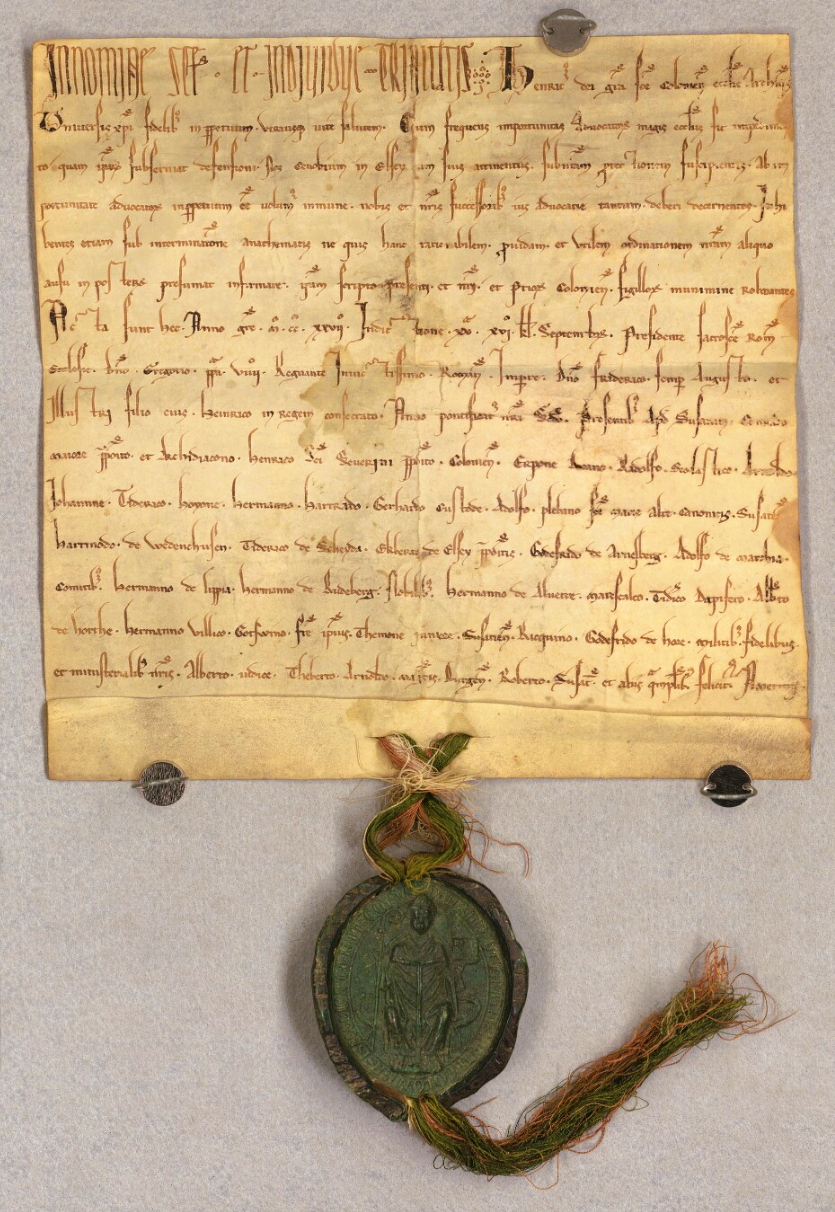
Erzbischof Heinrich von Köln befreit das Kloster Elsey von der Vogtei

Die Gründung des Klosters Elsey wurde durch eine Stiftung der Gräfin Methildis von Holland, der Witwe des Grafen Arnold von Altena-Isenberg, ermöglicht, nachdem sie 1222 die neu errichtete Kirche zu Elsey gegen ihre Eigenkirche zu Bigge mit dem Erzbischof Engelbert I. von Köln eingetauscht hatte. Mitstifter und Schenkender war in der Dotationsurkunde von 1223 auch Mechthildes Sohn Graf Friedrich von Altena-Isenberg (reg. 1209–1226), durch dessen Leute der Kölner Erzbischof Engelbert, ein Vetter zweiten Grades von Friedrich, beim Versuch seiner Gefangennahme am 7. November 1225 bei Gevelsberg erschlagen wurde. Die Vogtei über das Kloster lag in der Hand der Stifterfamilie, nachdem aber Graf Friedrich wegen Mordes mit Acht und Bann belegt worden war, nahm Erzbischof Heinrich I. von Köln am 17. August 1227 das Kloster in seinen Schutz und befreite es von der Vogteigerechtsamkeit. Zeugen waren u. a. die Grafen von Arnsberg und von der Mark.
Über die Ordenszugehörigkeit und die Besetzung der Neugründung mit einer geistlichen Korporation geben die frühesten Quellen keine Hinweise. Erst in der zweiten Hälfte des 13. Jahrhunderts ist die Zugehörigkeit zum Prämonstratenserorden urkundlich bezeugt. Schutzpatronin des Klosters war von Anfang an die hl. Jungfrau Maria. Die Leitung des Instituts lag in der Anfangszeit in den Händen einer Priorin. Seit der zweiten Hälfte des 13. Jahrhunderts übernahm ein Propst diese Aufgabe. Er leitete und repräsentierte das Kloster unter Mitwirkung einer Priorin und des Konvents. Das Amt des Propstes wurde in der Regel von Angehörigen der Ministerialen-Geschlechter der Grafen von Limburg und der Grafen von der Mark bekleidet. Zwischen 1227 und den 1490er Jahren sind urkundlich 16 Pröpste namentlich bezeugt. Der Konvent setzte sich ebenfalls aus Angehörigen des landsässigen niederen Adels der Grafschaften Mark und Limburg zusammen. Von 1270 bis 1804 sind 110 Konventualinnen und Kapitularinnen namentlich bekannt. Der klostereigene sogenannte Küchenhof mit ca. 70–80 Morgen Größe diente der Versorgung. Sämtliche Gebäude des Klosters waren von einer Ringmauer umgeben.
Im Jahre 1274 verkaufte Graf Dietrich I. von Limburg zwei Höfe in Elsey an das Kloster, an denen sich dessen Enkel Graf Dietrich III. von Limburg später unrechtmäßig vergriff. Am 6. April 1318 drohte deswegen Heinrich, Erzbischof von Köln und Erzkanzler des Reichs, Graf Dietrich mit Bann und Exkommunikation, wenn er seine Ungerechtigkeiten gegenüber dem Kloster nicht zurücknimmt. Als der Graf sich nicht fügte, wurde er gebannt und exkommuniziert, bis er dann doch einlenkte und die Höfe an das Kloster zurückgab. Diese sogenannte Klosterfehde wurde am 29. September 1318 beendigt.
Eine Gebetsverbrüderung Elseys mit dem Prämonstratenserstift Wedinghausen bei Arnsberg ist für das 14./15. Jahrhundert nachweisbar. In Elsey waren insgesamt drei Bruderschaften bekannt. Die früheste urkundliche Erwähnung nennt 1375 die Bruderschaft „Unserer Lieben Frau“. Eine Sakramentsbruderschaft erscheint von 1436 bis 1457. Urkundlich erwähnt wurde 1436 erstmals auch die „Bruderschaft der Heiligen Fabian und Sebastian“, die als Patrone der Stiftskirche besondere Verehrung genossen. Wie die in dem Elseyer Totenbuch Registrum mortuorum Fabiani et Sebastiani ab 1523 registerartig verzeichneten 499 Namen zeigen, fanden Geistliche und Laien (vom Grafen bis zur Hausfrau) beiderlei Geschlechts Aufnahme in die Bruderschaft. Die Güter der Bruderschaften, deren Erträge ursprünglich wohl karitativen Zwecken zugeführt wurden, kamen nach ihrer Auflösung während der Reformation an die hiesigen Armen.
Im Zuge der fortschreitenden Säkularisierung ihrer Lebensweise vollzog die Korporation im späten 15. Jahrhundert die Umwandlung in ein adeliges freiweltliches Damenstift. Die weltlichen Geschäfte übernahm nun eine Äbtissin. Das Stift wurde aber im Laufe der Zeit immer stärker nur eine Versorgungsinstitution für Töchter des Adels. Da die Frauen keine Nonnen unter strengem Gelübde waren, durften sie Eigenbesitz haben und konnten das Stift wieder verlassen, etwa wenn sie heiraten wollten. Die Seelsorge wurde ab 1499 einem Pfarrer übertragen. Diese bewohnten den stiftseigenen Wiedemhof mit dessen sämtlichen Einkünften, Renten und Gerechtigkeiten. Von den verschiedenen Stiftspredigern erlangte vor allem der Pfarrer Johann Friedrich Möller (1750–1807) eine große Bekanntheit und Ausstrahlung. Seine theologischen und historischen Arbeiten sowie sein politisches Engagement reichten weit über die Territorien der Grafschaften Mark und Limburg hinaus. Letzter Pfarrer vor der Aufhebung des Stifts wurde ab 1808 Melchior Wilhelm Hülsemann (1781–1865).
1587 während des Kölnischen Krieges wurde das Stift durch Brandschatzung ein Raub der Flammen. Bis Mitte des 17. Jahrhunderts dauerte der Neubau der Kurienhäuser und des Küchenhofes an gleicher Stelle unterhalb der Pfarrkirche. Speicher, Backhaus, Zehntscheuer, Feldscheune und Ringmauer wurden nicht wieder aufgebaut. Nach der in der ersten Hälfte des 17. Jahrhunderts wirksam gewordenen Reformation waren Angehörige des katholischen, lutherischen und reformierten Bekenntnisses im Stift vertreten. Ein Stiftsamtmann übernahm gegen Entgelt ab 1680 einen Teil der administrativen Aufgaben der früheren Pröpste. Letzter Stiftsamtmann war bis Ende 1811 Friedrich Moritz Casimir Holtschmit (1766–1844).
Die Existenzgrundlage der Korporation bildete das im 13. Jahrhundert vornehmlich durch Schenkung, im 14. und 15. Jahrhundert durch Kauf erworbene Grundeigentum. Die erste Schenkung war 1223 das pomerium et mansus Gerwini des Friedrich von Isenberg und die Verpfändung von einer Mühle und Haus Barme. Die mit Abstand größten Besitzungen des Klosters waren der von der Adelsfamilie Ovelacker 1266 gekaufte Niederschulten-Hof in Langendreer (Wert 1811: 20.281 Francs) und der von Rutger von Horst 1293 geschenkte Schultenhof in Suntum bei Bochum-Laer (Wert 1811: 32.241 Francs). Dessen jährliche Abgabe an das Stift betrug im Jahr 1811: 80 Scheffel Roggen, 80 Scheffel Gerste, 104 Scheffel Hafer, 4 Scheffel Weizen, 4 Schweine und 4 Scheffel Erbsen. Der größte Besitz in der Nähe des Klosters war der 1405 von Johann von Letmathe gekaufte Nagels Hof in Reh, mit jährlicher Abgabe (1811) von: 28 Scheffel Roggen, 8 Scheffel Gerste, 24 Scheffel Hafer, 1 Scheffel Weizen, 3 Schweine, 8 Hühner, ¼ Scheffel Rübensamen, 50 Schobben Stroh und 1 Fuder Heu. Besitzgröße: 98 ½ Scheffelsaat Ackerland, ein Kamp in der Größe von 2 Scheffelsaat, zwei Wiesen und der „Eichhoff“.
Weitere außerhalb liegende Besitzungen gab es in Hengsen (7 Höfe), Sölde (2), Schüren (1) und Wellinghofen (1). Zeitweise auch in Laer, Oespel, Renninghausen, Wickede, Tiefendorf und Genna. Die meisten Besitzungen aber in der Umgebung des Stifts, so in Elsey (20 Höfe), Reh (7), Henkhausen (7), Holthausen (2), Haßley (1), Ergste (2) und Leckingsen (1). Damit war das Stift nach dem Landesherrn und den Herren von Brabeck zu Letmathe der drittgrößte Grundbesitzer der Grafschaft. Der Erwerb des adeligen Hauses Berchum im Jahre 1793 durch das seit 1753 rein protestantische Stift gab diesem vor allem eine Stimme auf dem Landtag der Grafschaft Limburg.

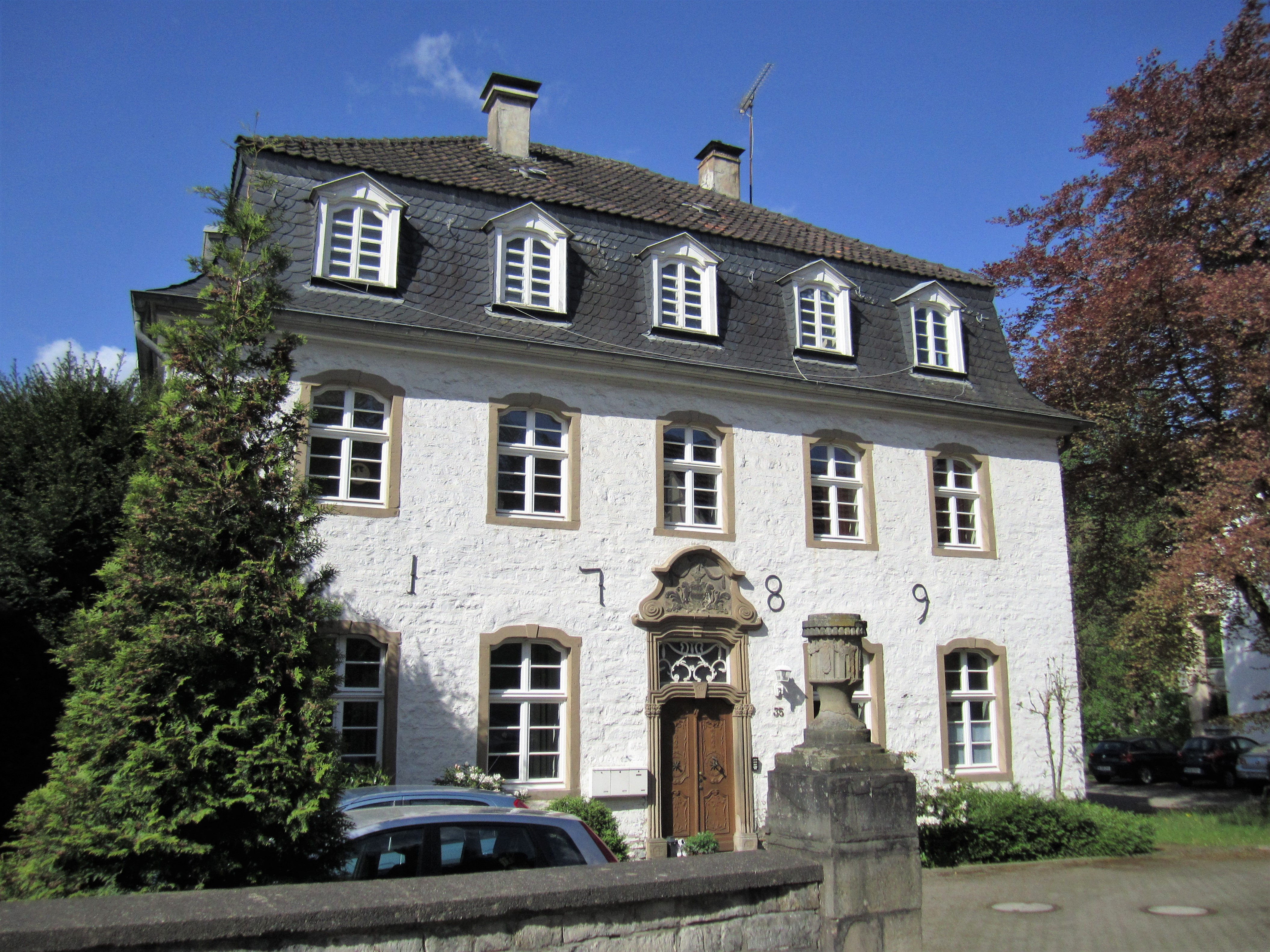
Ehemalige Stiftskurie des Klosters Elsey, ab 1789 Wohnhaus der Äbtissin

Vor der Aufhebung verfügte das Stift neben umfangreichem Wald- und Wiesenbesitz über 53 Höfe und Kotten unterschiedlicher Größe. Unter den 11 Stiften und Klöstern des Ruhr-Departements nahm Elsey damit hinsichtlich seiner wirtschaftlichen Leistungsfähigkeit, mit durchschnittlich 8400 Francs jährlicher Einnahmen, den 9. Platz ein und zählte somit zu den kleinsten Stiften in diesem Verwaltungsbezirk.
Im Zusammenhang mit einer Neuordnung des Finanzwesens im Großherzogtum Berg wurde das Stift Elsey durch ein kaiserlich-französisches Dekret vom 22. Juni 1811 aufgehoben. Nach dem Ende der französischen Herrschaft standen ab November 1813 die Stiftsgüter, der Grundbesitz und die Vermögenswerte unter preußischer Verwaltung. Als die jahrelangen Streitigkeiten über die Pensionsansprüche der letzten Äbtissin und ehemaliger Stiftsdamen beigelegt waren, übertrug die preußische Regierung durch Verfügung des Oberpräsidenten Ludwig von Vincke am 16. Juli 1825 dem Fürsten Emil Friedrich I. von Bentheim-Tecklenburg die Güter und Gerechtsame des aufgehobenen Stifts. Damit fand die damals bereits über 500-jährige Geschichte von Kloster und Stift schließlich ein Ende.
Der baufällige ehemalige Küchenhof wurde 1960 und ein kleines Kurien-Fachwerkhaus (Im Stift 31) 1973 abgerissen. Erhalten sind heute noch die denkmalgeschützte romanische Pfarrkirche, fünf denkmalgeschützte Kurienhäuser der Stiftsdamen und der ehemalige Stiftskornboden (heute Küsterhaus).
Die evangelisch-lutherische Kirchengemeinde Elsey ist auch heute noch eine Patronatsgemeinde des Fürsten zu Bentheim-Tecklenburg in Rheda-Wiedenbrück.

## Pröpste
- erw. 1227 Ekbertus
- erw. 1253 Gerhard
- erw. 1259 Bruno

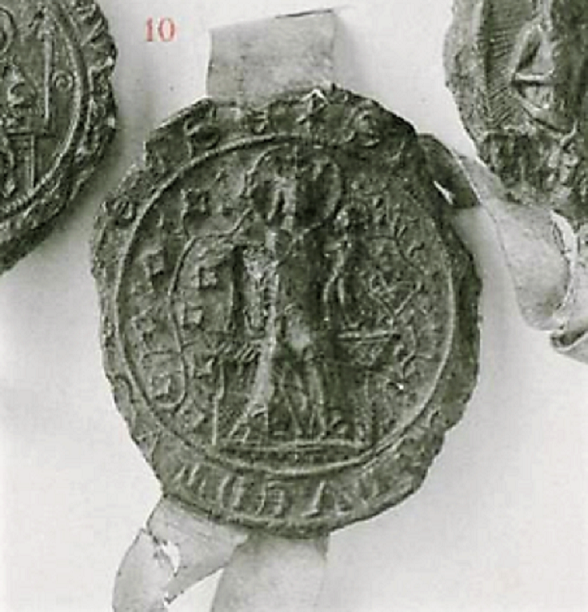
Siegel Stift Elsey (14. Jahrhundert)

- erw. 1266, 1291 Eberhard (Everhardus prepositus)
- erw. 1312, 1313 Gerwin
- erw. 1316 Hermann von Berchum (Berghem)
- erw. 1326, 1345 Dietrich
- erw. 1369, 1382 Adolf Grüter
- o. D. Engelbert (erwähnt im Registrum mortuorum Fabiani et Sebastiani)
- erw. 1394, 1419 Johann von Wetter
- erw. 1423, 1437 Heinrich von Schwerte
- erw. 1458, 1465 Heinrich Wulff (1458; Bericht des Fiskalprokuators über dessen sittliche Verfehlungen)
- erw. 1468–1486 Wedekind von Plettenberg, gleichzeitig Propst im Stift Wedinghausen
- erw. 1484, 1486 Johannes auf der Gotten
- o. D. Johannes Holsche (erwähnt im Registrum mortuorum Fabiani et Sebastiani)

## Priorinnen
- um 1270 Walburgis (Walburgis priorissa)
- um 1394 Gertrud von Grevel
- um 1396 Bele Kuling (auch Kulynges)
- um 1405 Katharina Snyders
- um 1414 Else von Eversberg (erwähnt im Registrum mortuorum als vrouwe)
- um 1438 Regula Dudinck, Tochter des Heinrich von Dudinck zu Werdringen
- 1468–1486 Margaretha von Neuhof (auch Greyte van Nyenhove)
- 1501–1518 Engela von Holte (Frauwe)
- 1521–1545 Ida von Syberg, geb. um 1490 (Fraue), Tochter des Henrich von Syberg zum Busch und Margareta Wrede zu Amecke
- 1551–1556 Sophia Buddberg (vrowe), † 1556

## Äbtissinnen

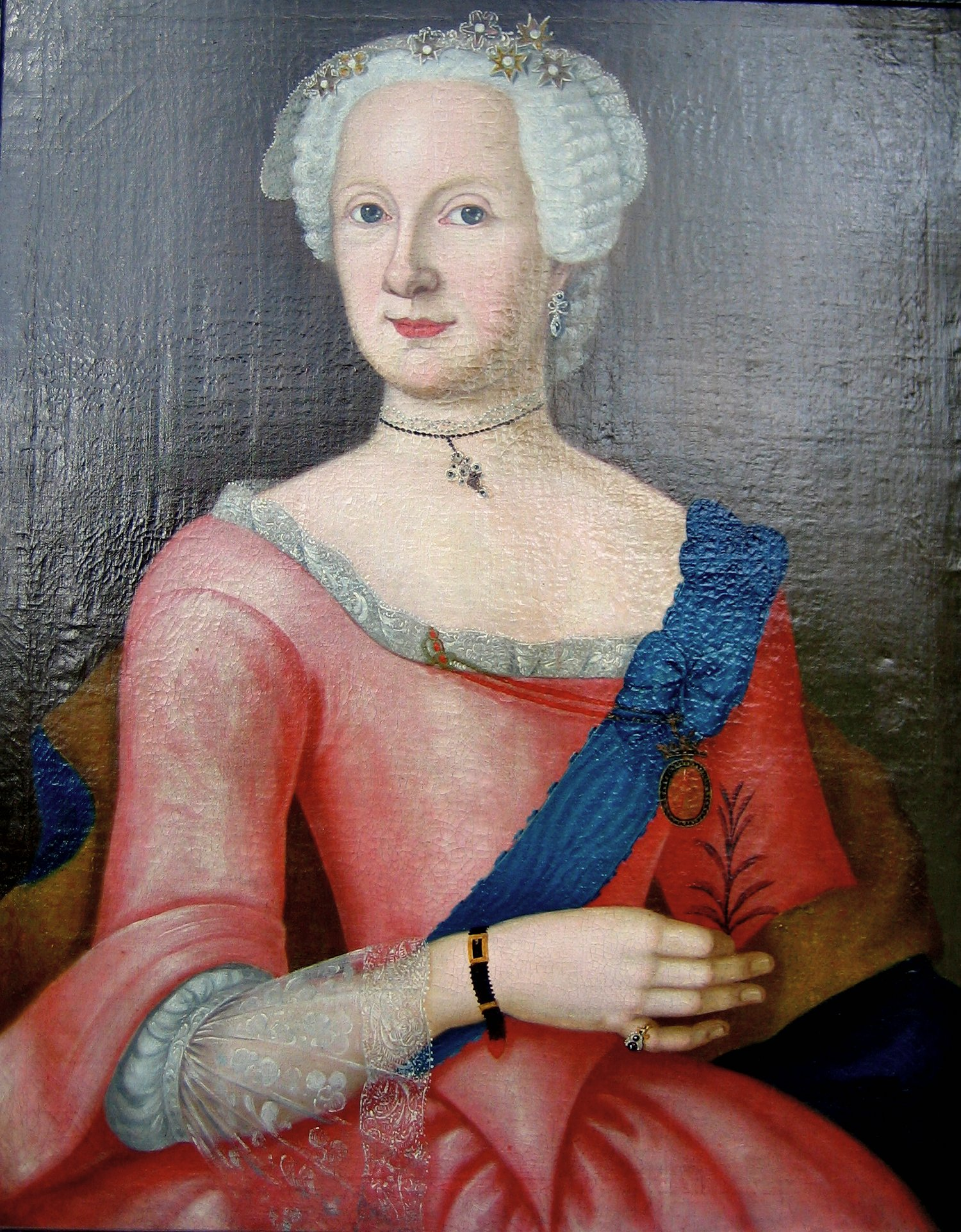
Anna Christina Catharina von dem Bottlenberg, die viertletzte Äbtissin von Elsey, regierte von 1753 bis 1776.

- 1556–1577 Anna von der Goy, kath. Äbtissin, Stiftung zu Gunsten Elseyer Kinder und ihrer Lehrer
- 1595–1623 Ludger von Neheim gen. Deutscher (auch Düscher oder Dütscher), kath. Äbtissin, † 1623
- 1623–1625 Anna Rump zu Pungelscheid, Tochter des Hermann Rump zu Pungelscheid und Elisabeth von Hanxleden. Heirat 1625 mit dem niederländischen General Franz Albert von Brünninghausen (geb. 1593)[16]
- 1626–1630 Helene von Plettenberg. Heirat 1630 mit dem Limburger Drosten Johann von Dincklage (1598–1636, Bildepitaph in der Elseyer Stiftskirche)
- 1630–1639 Gertrud von der Pforten
- 1639–1640 Anna Lucia von Plettenberg, Tochter des Johann von Plettenberg und Christine Vogt von Elspe
- 1641–1682 Helena von Syberg, † 1684, Tochter des Adrian von Syberg zum Busch und Margareta von Voss zum Rodenberg
- 1683–1696 Elisabeth von Lahr, † 1696, Tochter des Melchior von Lahr und Elisabeth von Brempt (Rittergut Lahr Kirchspiel Menden)
- 1696–1701 Maria Sibilla Theresia von Lahr
- 1704–1716 Sophia Johanna Gräfin von Bentheim-Tecklenburg, Tochter des Grafen Johann Adolf zu Bentheim-Tecklenburg und Charlotte Landgräfin von Hessen-Eschwege verwitwete Herzogin von Sachsen-Weißenfels
- 1716–1753 Sophie Amelie Dorothee Gräfin von Bentheim-Tecklenburg, Tochter des Grafen Friedrich Moritz zu Bentheim-Tecklenburg und Christina Maria Gräfin zu Lippe-Brake
- 1753–1776 Anna Christina Catharina von dem Bottlenberg gen. Kessel zu Neuhof, gehörte auch dem Stift Fröndenberg an, † 1776, Tochter des Friedrich Christian von dem Bottlenberg zu Hackhausen und Elisabeth Josine von Neuhof, Erbin zu Neuhof
- 1776–1797 Amalia Dorothea Elisabeth von dem Bottlenberg gen. Kessel zu Neuhof, * 1727; † 1797, war gleichzeitig auch Kapitularin im Stift Gevelsberg, Schwester v. o.
- 1797–1802 Wilhelmine Sophie von Cornberg, Tochter des Carl Wilhelm Ludwig von Cornberg und Sophia Charlotte Wilhelmina Elisabeth von Freytag. Heirat 1802 mit Freiherr von Hövel zu Ruhr
- 1802–1808 Luise Friederica Christiana von Ledebur (1769–1838), in Elsey nicht präbendiert, Tochter des Christian Heinrich Ernst von Ledebur und Friederica von Goertz gen. Wrisberg

## Pfarrer

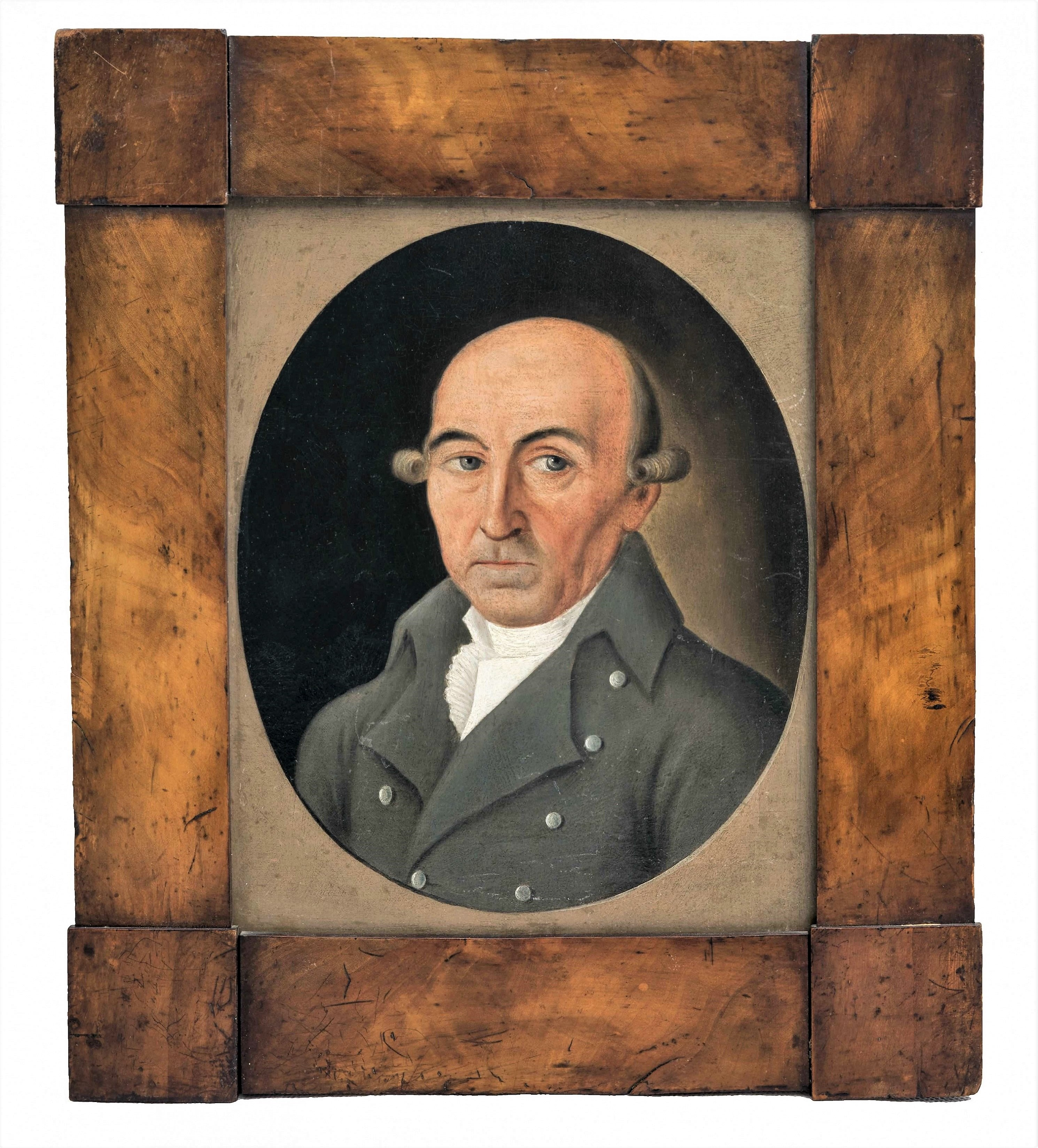
Pfarrer Johann Friedrich Möller

- Erste Vikare ab 1476 erwähnt, erste Pfarrer ab dem Jahr 1499.
- erw. 1499–1506 Johannes Hillichavent (Angehöriger Praemonstratenserorden)
- 1528–1545 Johannes Ingenhove (Resignation 1545)
- 1545–†1570 Reinholt Bornemann (Bonnemann)
- 1571–†1600 Hermann Rechelmann (letzter kath. Pastor Elseys)
- 1600–†1630 Johannes Hülsberg (Einführung der Reformation)
- 1631–†1631 Conrad Gumprecht Hülsberg (Exspektanz 1631)
- 1631–1632 Dietrich von Aue (Substitut 1631, Resignation 1632)
- 1632–†1657 Johannes zum Kumpf (Substitut 1632, Kollation 1639)
- 1657–1664 Peter Henke (Substitut 1657, Resignaton 1664)
- 1664–†1680 Heinrich zum Kumpf (Exspektanz 1657)
- 1680–†1715 Johann Albert zum Kumpf (Exspektanz 1680, Antritt 1699)
- 1685–1699 Friedrich Peter Revelmann (Substitut 1685, Resignation 1699)
- 1715–†1728 Friedrich Matthias Sachsensche (Sachsenscheid) ⚭ 1716 Anna Gertrud Mallinckrodt (1696–1726)
- 1729–†1743 Johann Caspar Möller ⚭ Elisabeth Schulz (1709–1743)
- 1743–†1805 Henrich Friedrich Möller ⚭ 1748 Anna Gertrud Harkort (1714–1790)
- 1774/1805–†1807 Johann Friedrich Möller (Exspektanz 1774, Antritt 1805)
- 1808–1862 Melchior Wilhelm Hülsemann († 1865) ⚭ 1805 Lisette von den Berken (1782–1856).[17]